# ۵ تا ۷
۵ تا ۷ (به انگلیسی: 5 to 7) فیلمی محصول سال ۲۰۱۴ و به کارگردانی ویکتور لوین است. در این فیلم بازیگرانی همچون آنتون یلچین، برنیس مارلو، اولیویا ترلبی، لمبرت ویلسون، فرانک لانگلا، گلن کلوز و اریک استولتس ایفای نقش کرده‌اند.